# 奠邊黃鱔
奠邊黃鱔為輻鰭魚綱合鰓目合鰓魚科的其中一種，分布於亞洲越南的淡水流域，棲息在底層水域，雄魚會築巢，屬肉食性。